# إلفيسي دوشا
إلفيسي دوشا (بالألبانية: Elvisi Dusha‏) مواليد 15 يوليو 1994 في لندن، هو لاعب كرة سلة ألباني. بدأ مسيرته الاحترافية في سنة 2013. يلعب مع بليموث رايدرز في دوري كرة السلة البريطاني. يبلغ طوله 6 قدم 2 بوصة (1.9 م).

## المسيرة الاحترافية
لعب مع سري سكورشرز من سنة 2013 إلى 2016، ثم لعب مع نادي بريشتينا لكرة السلة في سنة 2016، ثم لعب مع بليموث رايدرز في سنة 2017.

## روابط خارجية
- إلفيسي دوشا على موقع الاتحاد الدولي لكرة السلة (الإنجليزية)
- إلفيسي دوشا على موقع كرة السلة الأوروبية.كوم (الإنجليزية)
- إلفيسي دوشا على موقع ريلجم (الإنجليزية)
- إلفيسي دوشا على موقع بروبوليرز (الإنجليزية)